# 운산초등학교 (충남)
운산초등학교는 대한민국 충청남도 서산시 운산면 용장리에 있는 공립 초등학교이다.

## 학교 연혁
- 1921년 9월 1일 여미공립보통학교(4년제) 개교설립인가 3월 1일
- 1925년 2월 24일 6년제 승격
- 1938년 4월 1일 운산공립심상소학교 개칭
- 1941년 4월 1일 운산공립국민학교 개칭
- 1947년 7월 25일 원평분교장 설립인가
- 1948년 1월 31일 운산국민학교 개칭
- 1949년 9월 1일: 신창분교장 운신국민학교로 분리
- 1949년 12월 31일: 원평분교장 원평국민학교로 분리
- 1969년 3월 1일: 영락분교장 원평국민학교로 이관
- 1970년 3월 25일: 소중분실 인가
- 1972년 3월 1일: 남중분교장 승격 인가
- 1973년 3월 1일: 소중분교장 남중국민학교로 분리
- 1993년 3월 1일 원평분교장, 원평국민학교 영락분교장 본교로 편입
- 1994년 3월 1일 남중분교장 본교로 편입
- 1996년 3월 1일 운산초등학교로 개칭
- 1997년 3월 1일 원평분교장 통폐합
- 1999년 3월 1일 영락분교장 통폐합
- 2006년 3월 1일 남중분교장 통폐합

## 참고 자료
- 운산초등학교 - 한국교육학술정보원 학교알리미